# Newsweek
A Newsweek egy 1933-ban New Yorkban alapított hírmagazin, hetilap. Híreket, elemzéseket, véleményeket nyújtanak nemzetközi témákról, technológiáról, üzleti életről, kultúráról, politikáról. Az újság nyomtatásban az angol mellett japán, koreai, lengyel, spanyol, arab, és török nyelven is megjelenik.

## Története
Az egykori Time (magazin)-szerkesztő, Thomas J. C. Martyn News-Week néven alapította. Az első szám 1933. február 17-én jelent meg.
1961-ben a Washington Post Company felvásárolta.
2003-ban 3 milliós USA-beli és 4 milliós példányszámban jelent meg világszerte.
2008-tól a lapnak folyamatosan pénzügyi nehézségei támadtak, és 2010 augusztusában szimbolikus egy amerikai dollárért Sidney Harman átvette. 2010 novemberében fuzionált a The Daily Beast politika-, vélemény- és szórakozás- internetes szolgáltatóval. Így jött létre a The Newsweek Daily Beast Company, amelyet Harman vezetett 2011-ben bekövetkezett haláláig, és 50-50%-ban tulajdonolt Harman és az InterActiveCorp (IAC).
2012 októberében bejelentették, hogy az év végéig fokozatosan megszüntetik a nyomtatott változatot az USA-ban, és utána csak digitálisan volt elérhető. Harman halála után családja vette át a helyét, amely a deficites magazin finanszírozását nem kívánta folytatni, így az IAC lett a 100%-os tulajdonos
2013 augusztusában a Newsweekot tulajdonló InterActiveCorp (IAC) céget eladták az IBT Media részére, amelyet az International Business Times (IBT) birtokol. (2017-ben a cég neve Newsweek Media Group lett.)
2014. március 7-től az újság ismét megjelent papíron is, kb. 100 ezres példányban.
2018 januárjában az ügyészség a cég több számítógépét is lefoglalta. Az újság cikkezett arról, mi vezetett a lefoglalásig és a cégnél történt pénzügyi visszásságokról, ami miatt megromlott a viszony a tulajdonosokkal: több újságírót kirúgtak, mások emiatt önként felmondtak. Ősztől a Newsweek Media Group két külön vállalattá vált szét: a Newsweek-ra és az IBT Media-ra. Az IBT Mediát végül több millió dolláros csalással és pénzmosással vádolták meg.

## Fordítás
- Ez a szócikk részben vagy egészben  a   Newsweek című olasz Wikipédia-szócikk ezen változatának fordításán alapul.  Az eredeti cikk szerkesztőit annak laptörténete sorolja fel. Ez a jelzés csupán a megfogalmazás eredetét és a szerzői jogokat jelzi, nem szolgál a cikkben szereplő információk forrásmegjelöléseként.
- Ez a szócikk részben vagy egészben  a   Newsweek című német Wikipédia-szócikk ezen változatának fordításán alapul.  Az eredeti cikk szerkesztőit annak laptörténete sorolja fel. Ez a jelzés csupán a megfogalmazás eredetét és a szerzői jogokat jelzi, nem szolgál a cikkben szereplő információk forrásmegjelöléseként.